# 白马寺镇 (江陵县)
白马寺镇，是中华人民共和国湖北省荆州市江陵县下辖的一个乡镇级行政单位。

## 行政区划
白马寺镇下辖以下地区：
白马社区、白马村、双河村、青港村、寿港村、新长村、中江村、荆州村、邓港村、丰河村、新孟村、新口村、同兰村、江岭村、卢巷村、宋新村、业新村、李店村、赤岸村、黄淡村、长河村、天井村、金剅村、王市村、金渡村、小河村、陶咀村、曲垸村、五胜村、谭巷村、香垸村、石渊村、凡桥村和凡湖渔场生活区。